# Йосипівка (Коростенський район)
Йосипі́вка (до 1946 року — Юзефівка) — село в Україні, у Чоповицькій селищній територіальній громаді Коростенського району Житомирської області. Населення становить 473 особи (2001).

## Географія
На околиці села бере початок річка Моства.
На західній околиці бере початок річка Чопівка, ліва притока Перегорщи.

## Населення

### Мова
Розподіл населення за рідною мовою за даними перепису 2001 року:
| Мова       | Кількість | Відсоток |
| ---------- | --------- | -------- |
| українська | 465       | 98.31 %  |
| російська  | 5         | 1.06 %   |
| білоруська | 3         | 0.63 %   |
| Усього     | 473       | 100 %    |

## Історія
Село засноване в XVI столітті. У листопаді 1861 року мешканці села збунтували проти царської замельної реформи. Народний виступ був жорстко придушений військами. Виступи тут відбувались і надалі, зокрема в маєтку поміщика Ч. Дорожинського. На початку XX століття в селі діяла церковно-парафіяльна школа.
10 листопада 1921 р. під час Листопадового рейду через Йосипівку проходила Волинська група (командувач — Юрій Тютюнник) Армії Української Народної Республіки.
26 серпня 2016 року увійшло до складу новоствореної Чоповицької селищної територіальної громади Малинського району Житомирської області. Від 19 липня 2020 року, разом з громадою, в складі новоствореного Коростенського району Житомирської області.

## Відомі люди
- Залітайло Анатолій Віталійович (1977—2022) — старший солдат Збройних Сил України, учасник російсько-української війни, що загинув у ході російського вторгнення в Україну в 2022 році.